# Crhalj
Crhalj (en serbe cyrillique: Црхаљ) est un village du nord-est du Monténégro, dans la municipalité de Bijelo Polje.

## Démographie

### Évolution historique de la population[1]
| 1948 | 1953 | 1961 | 1971 | 1981 | 1991 | 2003 |
| ---- | ---- | ---- | ---- | ---- | ---- | ---- |
| 522  | 585  | 632  | 670  | 662  | 636  | 476  |